# 12-я византийская малая хроника
12-я византийская малая хроника — историческая компиляциях неких не сохранившихся в самостоятельном виде источников. Названа по изданию П. Шрайнера, где эта хроника приведена под номером 12. Сохранилась в рукописи сер. XVI в. Содержит 14 заметок, охватывающих период с 1376 по 1403 гг. Сообщает о борьбе за власть между потомками Иоанна V Палеолога, о взаимоотношениях Византии и Османской империи, а также о походе Тамерлана в Сирию и Малую Азию.

## Издания
1. P. Schreiner. Die byzantinischen kleinchroniken. V. 1. Wien, 1975, p. 107-114.

## Переводы на русский язык
- 12-я византийская малая хроника в переводе А. С. Досаева на сайте Восточной литературы